# Serafino Parisi

Bischofswappen von Serafino Parisi

Serafino Parisi (* 3. Januar 1962 in Santa Severina) ist ein italienischer Geistlicher und römisch-katholischer Bischof von Lamezia Terme.

## Leben
Serafino Parisi studierte an der Päpstlichen Universität Gregoriana und empfing am 25. April 1987 er das Sakrament der Priesterweihe für das Erzbistum Crotone-Santa Severina.
Nach weiteren Studien erwarb er am Päpstlichen Institut das Lizenziat in Bibelwissenschaft und wurde an der Päpstlichen Theologischen Fakultät von Süditalien promoviert. Außerdem erwarb er an der Universität Tor Vergata einen Abschluss in Philosophie. Neben verschiedenen Aufgaben in der Pfarrseelsorge war er zeitweise Bischofsvikar für die Seelsorge und die Kultur, gehörte dem Priesterrat sowie dem Konsultorenkollegium des Bistums an. Daneben gehörte er verschiedenen diözesanen und regionalen Kommissionen und Räten an. An der Päpstlichen Theologischen Fakultät von Süditalien unterrichtete er neutestamentliches Griechisch und Hebräisch sowie biblische Exegese. Er war publizistische tätig und leitete die wissenschaftliche theologische Zeitschrift Vivarium. Bis zu seiner Ernennung zum Bischof war er zuletzt Leiter der diözesanen Bibelschule Bèt Jòseph und Pfarrer der Pfarrei S. Dionigi in Crotone.
Papst Franziskus ernannte ihn am 7. Mai 2022 zum Bischof von Lamezia Terme.  Der Erzbischof von Crotone-Santa Severina, Angelo Raffaele Panzetta, spendete ihm am 2. Juli desselben Jahres unter freiem Himmel nahe der Konkathedrale in Santa Severina die Bischofsweihe. Mitkonsekratoren waren  der Erzbischof von Reggio Calabria-Bova, Fortunato Morrone, und sein Amtsvorgänger Giuseppe Schillaci, Bischof von Nicosia. Die Amtseinführung ist für den 9. Juli 2022 vorgesehen.